# Zonguldak
Zonguldak là một thành phố nằm trong tỉnh Zonguldak của Thổ Nhĩ Kỳ. Thành phố Zonguldak có diện tích 633 km², dân số thời điểm năm 2009 là 104.674 người. Đây là thành phố lớn thứ 72 tại Thổ Nhĩ Kỳ.

## Khí hậu
| Dữ liệu khí hậu của Zonguldak                | Dữ liệu khí hậu của Zonguldak | Dữ liệu khí hậu của Zonguldak | Dữ liệu khí hậu của Zonguldak | Dữ liệu khí hậu của Zonguldak | Dữ liệu khí hậu của Zonguldak | Dữ liệu khí hậu của Zonguldak | Dữ liệu khí hậu của Zonguldak | Dữ liệu khí hậu của Zonguldak | Dữ liệu khí hậu của Zonguldak | Dữ liệu khí hậu của Zonguldak | Dữ liệu khí hậu của Zonguldak | Dữ liệu khí hậu của Zonguldak | Dữ liệu khí hậu của Zonguldak |
| Tháng                                        | 1                             | 2                             | 3                             | 4                             | 5                             | 6                             | 7                             | 8                             | 9                             | 10                            | 11                            | 12                            | Năm                           |
| -------------------------------------------- | ----------------------------- | ----------------------------- | ----------------------------- | ----------------------------- | ----------------------------- | ----------------------------- | ----------------------------- | ----------------------------- | ----------------------------- | ----------------------------- | ----------------------------- | ----------------------------- | ----------------------------- |
| Cao kỉ lục °C (°F)                           | 24.1 (75.4)                   | 26.7 (80.1)                   | 31.7 (89.1)                   | 33.6 (92.5)                   | 36.7 (98.1)                   | 40.5 (104.9)                  | 39.5 (103.1)                  | 39.8 (103.6)                  | 36.2 (97.2)                   | 35.9 (96.6)                   | 29.9 (85.8)                   | 28.1 (82.6)                   | 40.5 (104.9)                  |
| Trung bình ngày tối đa °C (°F)               | 9.2 (48.6)                    | 9.7 (49.5)                    | 11.7 (53.1)                   | 15.2 (59.4)                   | 19.3 (66.7)                   | 23.6 (74.5)                   | 25.8 (78.4)                   | 26.2 (79.2)                   | 23.2 (73.8)                   | 19.2 (66.6)                   | 15.2 (59.4)                   | 11.5 (52.7)                   | 17.5 (63.5)                   |
| Trung bình ngày °C (°F)                      | 6.3 (43.3)                    | 6.4 (43.5)                    | 8.1 (46.6)                    | 11.5 (52.7)                   | 15.7 (60.3)                   | 19.9 (67.8)                   | 22.4 (72.3)                   | 22.7 (72.9)                   | 19.5 (67.1)                   | 15.7 (60.3)                   | 11.7 (53.1)                   | 8.3 (46.9)                    | 14.0 (57.2)                   |
| Tối thiểu trung bình ngày °C (°F)            | 3.8 (38.8)                    | 3.6 (38.5)                    | 5.2 (41.4)                    | 8.3 (46.9)                    | 12.6 (54.7)                   | 16.5 (61.7)                   | 18.8 (65.8)                   | 19.2 (66.6)                   | 16.1 (61.0)                   | 12.8 (55.0)                   | 8.9 (48.0)                    | 5.7 (42.3)                    | 11.0 (51.8)                   |
| Thấp kỉ lục °C (°F)                          | −7.7 (18.1)                   | −8.0 (17.6)                   | −6.4 (20.5)                   | −2.1 (28.2)                   | 3.0 (37.4)                    | 8.8 (47.8)                    | 11.2 (52.2)                   | 10.0 (50.0)                   | 5.9 (42.6)                    | 1.8 (35.2)                    | −3.2 (26.2)                   | −7.4 (18.7)                   | −8.0 (17.6)                   |
| Lượng Giáng thủy trung bình mm (inches)      | 127.7 (5.03)                  | 93.9 (3.70)                   | 96.4 (3.80)                   | 57.1 (2.25)                   | 59.5 (2.34)                   | 83.0 (3.27)                   | 69.7 (2.74)                   | 81.6 (3.21)                   | 125.9 (4.96)                  | 147.5 (5.81)                  | 134.5 (5.30)                  | 161.8 (6.37)                  | 1.238,6 (48.76)               |
| Số ngày giáng thủy trung bình                | 18.13                         | 15.93                         | 15.60                         | 12.73                         | 11.37                         | 9.33                          | 7.17                          | 7.03                          | 10.17                         | 12.80                         | 13.60                         | 18.30                         | 152.2                         |
| Số giờ nắng trung bình tháng                 | 62.0                          | 73.5                          | 108.5                         | 153.0                         | 195.3                         | 243.0                         | 275.9                         | 257.3                         | 189.0                         | 130.2                         | 90.0                          | 65.1                          | 1.842,8                       |
| Số giờ nắng trung bình ngày                  | 2.0                           | 2.6                           | 3.5                           | 5.1                           | 6.3                           | 8.1                           | 8.9                           | 8.3                           | 6.3                           | 4.2                           | 3.0                           | 2.1                           | 5.0                           |
| Nguồn: Cơ quan Khí tượng Nhà nước Thổ Nhĩ Kỳ |                               |                               |                               |                               |                               |                               |                               |                               |                               |                               |                               |                               |                               |

#### Video
- Video 1 Zonguldak Akşamları
- Video 2 Resimlerle Zonguldak

Bản mẫu:Thành phố Thổ Nhĩ Kỳ